# The Return of Frank James
The Return of Frank James is een Amerikaanse western in Technicolor uit 1940 onder regie van Fritz Lang.

## Verhaal
Na een overval met een tragische afloop in Minnesota, besluiten de gebroeders James uit elkaar te gaan. Outlaw Frank James reist naar Missouri en gaat door het leven als een boer met de pseudoniem Ben Woodsen. Op een dag krijgt hij te horen dat zijn broer Jesse in zijn rug is geschoten door een van de gebroeders Ford. Aanvankelijk worden ze de doodstraf opgelegd voor hun misdaad, maar later worden ze vrijgesproken en zelfs bewonderd voor hun daad. Frank is razend en eist gerechtigheid.
Al snel begint Frank een zoektocht naar de gebroeders, die zijn gevlucht naar het westen. Om ze op te sporen overvalt hij een reiskantoor en praat hij deze misdaad goed door uit te leggen dat zijn broer door de spoorwegen is vermoord. Als zijn vriend Clem plotseling opduikt, loopt de gijzeling slecht af. Een van de mannen wordt vermoord en Frank krijgt hier de schuld van. McCoy, het hoofd van de spoorwegen, verklaart Frank vogelvrij. Zijn werker Runyan volgt de gebroeders Ford naar het westen, omdat hij weet dat Frank niet ver achter zal liggen.
Als Frank en Clem in Denver aankomen, vertellen ze mensen in een saloon over hun verhaal. Nieuwsverslaggeefster Eleanor Stone volgt hun verhaal en publiceert deze in een krant. Niet veel later heeft Frank eindelijk de gebroeders Ford gevonden. Charlie Ford probeert weg te rennen, maar valt van een klif en komt te overlijden. Ondertussen identificeert Runyan Frank als Ben Woodsen. Nadat Frank hem neerschiet, gaat hij achter Bob Ford aan. Echter, als hij van Eleanor te horen krijgt dat een van zijn vrienden zal worden opgehangen voor een overval die hij niet gepleegd heeft, staakt hij zijn plannen.
Na enkele twijfel gaat Frank terug naar Missouri om zijn vriend te redden. Hij wordt onmiddellijk gearresteerd en beschuldigd van moord. Hij wordt verdedigd door een editor van de krant en na een rechtszaak wordt hij vrijgesproken. Ondertussen wordt Bob vermoord door een van Franks vrienden en kan Frank eindelijk een rustig leven leiden.

## Rolbezetting
| Acteur             | Personage               |
| ------------------ | ----------------------- |
| Henry Fonda        | Frank James/Ben Woodsen |
| Gene Tierney       | Eleanor Stone           |
| Jackie Cooper      | Clem/Tom Grayson        |
| Henry Hull         | Burgemeester Rufus Cobb |
| John Carradine     | Bob Ford                |
| J. Edward Bromberg | George Runyan           |
| Donald Meek        | McCoy                   |
| Charles Tannen     | Charlie Ford            |

## Achtergrond
20th Century Fox had de volledige rechten over het leven van de gebroeders James, maar besloot toch enkele historische feiten aan te passen voor de entertainment. Zo had Frank James niets te maken met de dood van Bob Ford. Aanvankelijk zou het personage Eleanor Stone het liefje worden van Frank, maar de studio vreesde aangeklaagd te worden door de vrouw of zoon van Frank en besloot dit idee te schrappen. De film is de opvolger van Jesse James (1939), een western waar veel van de acteurs uit deze film ook in speelden.
Voor Gene Tierney was het haar filmdebuut. De film werd een groot succes, maar Tierney schaamde zich voor haar verschijning, omdat ze naar eigen zeggen klonk als 'een boze Minnie Mouse'. Om een lagere stem te krijgen besloot ze te beginnen met roken.